# Sciades passany
Sciades passany is een straalvinnige vis uit de familie van christusvissen (Ariidae), orde meervalachtigen (Siluriformes), die voorkomt in het westen en het zuidwesten van de Atlantische Oceaan.
Sciades passany kan een maximale lengte bereiken van 100 cm. Er is één dorsale stekel.Het is een zout- en brakwatervis die voorkomt in een tropisch klimaat. 
Sciades passany is voor de visserij van beperkt commercieel belang. De soort komt niet voor op de Rode Lijst van de IUCN. 